# Alexander Lowen
Alexander Lowen (New York, 23 december 1910 — New Canaan, 28 oktober 2008) was een Amerikaanse psychotherapeut en schrijver. Lowen ontwikkelde samen met John Pierrakos een psychotherapie die een link legt tussen het lichaam en de geest, met de naam bio-energetica.
Lowen behaalde zijn bachelor in bedrijfswetenschap aan het City College of New York en werd meester in de rechten via de Brooklyn Law School. Zijn interesse in de verbinding tussen de geest en het lichaam ontwikkelde zich gedurende deze tijd en bracht hem uiteindelijk tot het volgen van een cursus over karakterstructuren van Wilhelm Reich. Na een training om zelf therapeut te worden, vertrok Lowen naar Zwitserland waar hij zijn Master behaalde aan de Universiteit van Genève in 1951.